# Dirección General de Marruecos y Colonias
La Dirección General de Marruecos y Colonias fue un organismo gubernamental encargado de la administración de las territorios que España poseía en África.

## Historia
El organismo fue creado el 15 de diciembre de 1925, durante la dictadura de Primo de Rivera. Asumió toda la gestión administrativa del Protectorado español de Marruecos, de las colonias españolas en el África occidental (Sahara e Ifni) y de los territorios de la Guinea Española. De este organismo también dependían la Alta Comisaría de España en Marruecos y los Gobernadores del Sáhara español. La dirección general dependía directamente de la Presidencia del Gobierno. En 1934, durante el período de la Segunda República, la dirección general fue suprimida por el gobierno y sus funciones reorganizadas. No obstante, en julio de 1936 el gobierno republicano volvió a recrear este organismo.
Durante la guerra civil Española los territorios africanos quedaron bajo control del bando sublevado, que en 1938 creó el llamado Servicio Nacional de Marruecos y Colonias —dependiente de la Vicepresidencia de Gobierno— para ejercer las funciones administrativas sobre Marruecos y las colonias africanas, recuperando las funciones de la antigua dirección general; de hecho, tras el final del conflicto, este organismo recuperaría su antiguo rango administrativo. En agosto de 1939 la recuperada Dirección General de Marruecos y Colonias pasa a depender del Ministerio de Exteriores, pero por decreto del 15 de enero de 1942 vuelve a depender de la Presidencia del Gobierno.
En 1956, tras la independencia de Marruecos y la disolución del protectorado, el organismo pasó a denominarse Dirección General de Plazas y Provincias Africanas. En 1969, con la disolución de la Guinea Española y la cesión a Marruecos de la provincia de Ifni, el organismo pasó a renombrarse como Dirección General de Promoción del Sáhara, denominación que mantuvo hasta la pérdida del Sáhara español en 1976 y su disolución.